# Maj-Lis Landberg
Maj-Lis Landberg, född 24 januari 1922 i Norrköpings Matteus församling, död 22 juni 1991 i Norrköpings Matteus församling, var en svensk överförmyndare, riksgäldsfullmäktig och politiker (s).
Landberg var ledamot av riksdagens första kammare 1966-1970, invald i Östergötlands läns valkrets. Hon återkom som riksdagsledamot 1974, invald i samma valkrets, och avgick som ledamot 1988.